# Banamba (krets)
Banamba är en krets i Mali.   Den ligger i regionen Koulikoro, i den sydvästra delen av landet, 140 km nordost om huvudstaden Bamako. Antalet invånare är 190 235. Arean är 7 500 kvadratkilometer.